# 乔巴德
乔巴德，是匈牙利包尔绍德-奥包乌伊-曾普伦州所辖的一个村。总面积11.86平方公里，总人口698，人口密度58.9人/平方公里（2011年1月1日）。